# Anne-Christin Scheiblauer
Anne-Christin Scheiblauer (* 1946 in Goslar) ist eine deutsche Architektin und ehemalige Hochschullehrerin.

## Werdegang
Christin Scheiblauer studierte bis 1972 Architektur an der TU München und arbeitete nach ihrem Diplom bei Ackermann und Partner in München (1973–1974) und bis 1980 bei Robert Joly in Paris. Scheiblauer lehrte als wissenschaftliche Assistentin bei Fred Angerer am Lehrstuhl für Städtebau und Entwerfen an der TU München (1980–1986) und gründete 1987 ein eigenes Architekturbüro für Architektur und Städtebau. 1987 wurde sie in den Bund Deutscher Architekten berufen. Anne-Christin Scheiblauer war stellvertretende Leiterin des Stadtplanungsamtes Regensburg und lehrte als Professorin für Städtebau und Entwerfen an der Fachhochschule Frankfurt am Main (1997–2011).

## Bauwerke
Scheiblauers Bauwerke wurden u. a. von Peter Bonfig fotografiert.
- 2000: Pilotprojekt Kienestraße, München-Hasenbergl mit Nikolaus Neuleitner und Gabriella Zaharias (Bauherr: GWG Städtische Wohnungsgesellschaft München)
- 1998–2003: Pilotprojekt Sozialer Wohnungsbau Aschenbrennerstraße, München-Hasenbergl mit Nikolaus Neuleitner, Gabriella Zaharias und Felix + Jonas Architekten (Bauherr: GWG München)[3]
- Umbau Atelierhaus, Seeshaupt
- Hochgarage Stösserstraße, Hasenbergl

## Auszeichnungen und Preise
- 1987: Förderpreis für Architektur der Landeshauptstadt München
- 2002: Architekturpreis Ziegelforum für Pilotprojekt Kienestrasse, München-Hasenbergl[1]
- 2002: Engere Wahl – Deutscher Bauherrenpreis für Pilotprojekt Kienestraße, München-Hasenbergl[4]
- 2003: Preis der LH München für die vorbildliche Gestaltung der Außenanlagen im Bestand für das Pilotprojekt Stadterneuerung Hasenbergl, Kienestraße und Petrarcastraße
- 2005: Ehrenpreis für guten Wohnungsbau der Stadt München für die Projekte Kienestrasse und Aschenbrennerstraße München Hasenbergl
- 2007: Anerkennung – Bayerischer Wohnungsbaupreis Pilotprojekt Kienestrasse, München-Hasenbergl[5]

## Bücher
- als Herausgeberin: Paulskirche und Alte Börse in Frankfurt am Main. Erinnerungsorte der deutschen Demokratie. Michael Imhof Verlag, Petersberg 2022. ISBN 978-3-7319-1233-0
- als Herausgeberin: Frankfurt am Main. Die historische Altstadt. Michael Imhof Verlag, Petersberg 2018. ISBN 978-3-7319-0638-4[6]

## Filmografie
- 1974: Christine S., Architektin, Unschärfen eines Berufsbildes Film von Martin Graff im ZDF